# Toxorhina (Ceratocheilus) levis
Toxorhina (Ceratocheilus) levis is een tweevleugelige uit de familie steltmuggen (Limoniidae). De soort komt voor in het Australaziatisch gebied.